# Droga (album Patrycji Markowskiej i Grzegorza Markowskiego)
Droga – wspólny album studyjny rockmana Grzegorza Markowskiego oraz jego córki piosenkarki Patrycji Markowskiej. Wydawnictwo ukazało się 25 stycznia 2019 roku nakładem wytwórni muzycznej Agora. Nagrania były promowane trzema singalmi. 7 listopada 2018 wydali singiel „Na szczycie”, którą nagrali z zespołem Sound’n’Grace. Drugim singlem promującym płytę był utwór „Lustro”. Trzecim singlem promującym płytę "Droga" był utwór "Aż po horyzont", którego premiera miała miejsce 19 marca 2019 roku..
Wydawnictwo znalazło się na 7. miejscu na oficjalnej polskiej liście sprzedaży.

## Lista utworów
| Nr  | Tytuł utworu                             | Długość |
| --- | ---------------------------------------- | ------- |
| 1.  | „Na szczycie” (gościnnie: Sound’n’Grace) | 3:21    |
| 2.  | „Aż po horyzont”                         | 3:09    |
| 3.  | „Droga”                                  | 3:31    |
| 4.  | „Pan pożarów i Pani burz”                | 3:43    |
| 5.  | „Nocy na złość”                          | 3:18    |
| 6.  | „Kontrablues”                            | 3:24    |
| 7.  | „Z daleka sobie patrzę”                  | 2:48    |
| 8.  | „Echem zostawimy ślad”                   | 3:06    |
| 9.  | „Lustro”                                 | 3:22    |
| 10. | „Coraz mniej”                            | 4:06    |
| 11. | „Dèjà vu”                                | 3:00    |
| 12. | „Napój złotawy”                          | 4:34    |
| 13. | „Zawsze będę tu”                         | 3:57    |
|     |                                          | 45:19   |

## Pozycja na liście sprzedaży
| Kraj   | Lista sprzedaży (2017)    | Najwyższa pozycja |
| ------ | ------------------------- | ----------------- |
| Polska | Oficjalna Lista Sprzedaży | 7                 |

## Nagrody i wyróżnienia
- 2019: Najlepsze płyty 2019 roku według „Teraz Rocka”: 10. miejsce[6]